# Dendrotriton
Dendrotriton és un gènere d'amfibi urodel de la família Plethodontidae, endèmic d'Amèrica del Sud i Amèrica Central. Habiten des del sud-oest de Chiapas, a Mèxic, fins a Hondures.
Són amfibis sense pulmons amb un cos prim, llarga cua i ulls prominents.
El seu hàbitat són els boscos a gran altitud amb abundant humitat.

## Etimologia
El nom d'aquest gènere prové dels termes grecs «déndron» (δένδρον) que significa «arbre» i del terme genèric «tríton» (τρίτων) per a tritons i salamandres, fent referència als hàbits arboris d'aquestes espècies.

## Espècies
Aquest gènere inclou les vuit espècies següents:
- Dendrotriton bromeliacius (Schmidt, 1936)
- Dendrotriton chujorum Campbell, Smith, Streicher, Acevedo & Brodie, 2010
- Dendrotriton cuchumatanus (Lynch & Wake, 1975)
- Dendrotriton kekchiorum Campbell, Smith, Streicher, Acevedo & Brodie, 2010
- Dendrotriton megarhinus (Rabb, 1960)
- Dendrotriton rabbi (Lynch & Wake, 1975)
- Dendrotriton sanctibarbarus McCranie & Wilson, 1997)
- Dendrotriton xolocalcae (Taylor, 1941)